# Matazō Kayama

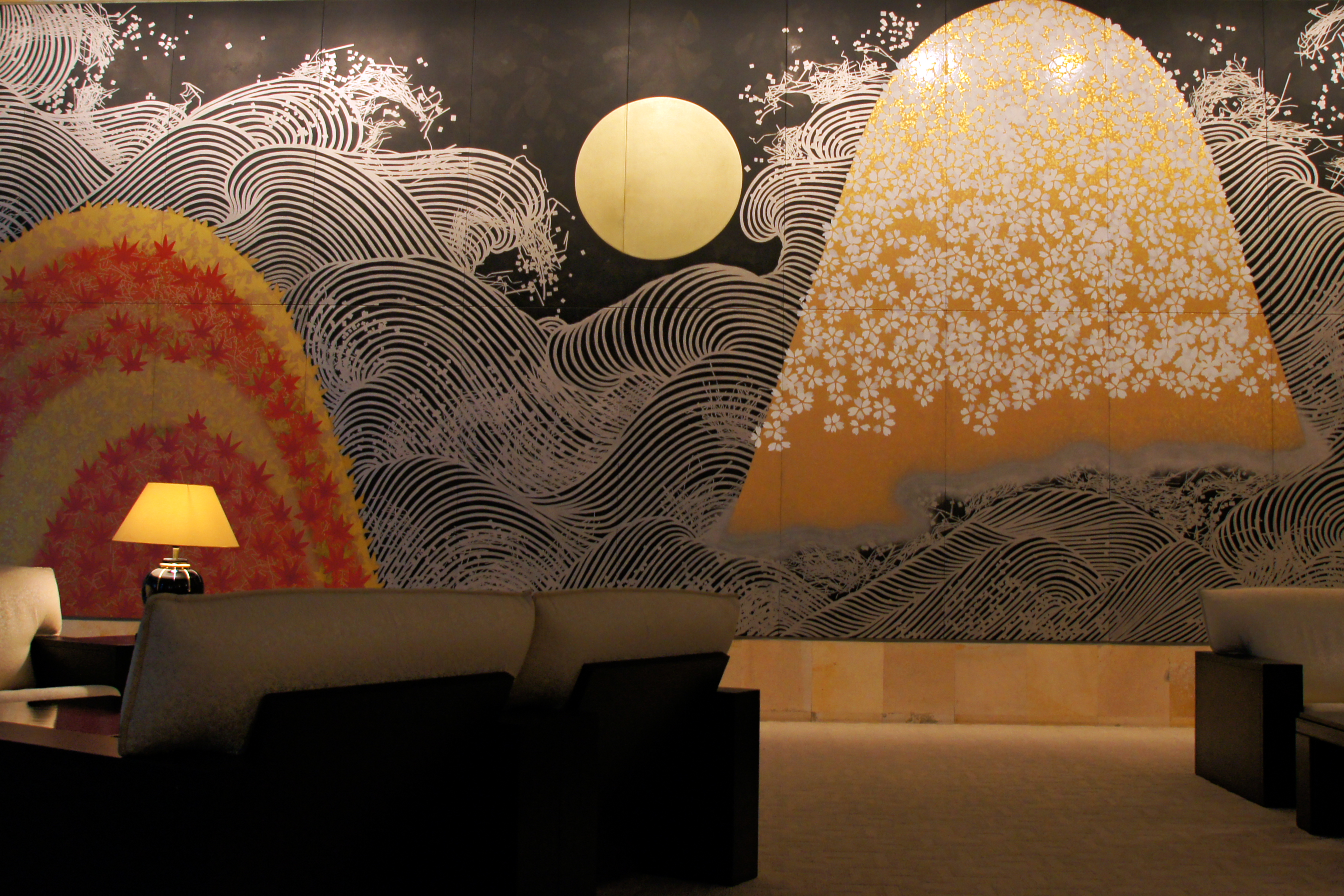
Wandgemälde in einem Hotel in Owani Onsen, Tsugaru.

Matazō Kayama (japanisch 加山 又造, Kayama Matazō; geboren am 24. September 1927 in Hamada, Präfektur Shimane; gestorben 6. April 2004) war ein japanischer Maler im Nihonga-Stil.

## Leben und Werk
Kayamas Vater hatte zu Beginn der Meiji-Zeit das Design für Uniformen geliefert, auch sein Großvater war Maler. Er selbst machte 1944 seinen Abschluss an der Kunstschule Kyoto (京都市立美術工芸学校, Kyōto shiritsu bijutsu kōgei gakkō) im Fach „Malerei in japanischen Stil“ (Nihonga) und setzte sein Studium im selben Fach an der Kunstschule Tokyo (Tōkyō bijutsu gakkō) fort. 1945 wurde er dienstverpflichtet und arbeitete während des Krieges an verschiedenen Stellen Japans. Am Jahresende war er wieder in Kyoto.
1946 ging Kayama wieder nach Tokyo und studierte weiter, wobei einer seiner Lehrer Yamamoto Kyūjin (山本 丘人; 1900–1986) war. Er verdiente sich Geld für das Studium mit Entwürfen für Plakate, machte 1949 seinen Abschluss. Im selben Jahr wurde das Bild „Wind- und Donnergott“ (風上雷神, Fūjin raijin) für die 2. Ausstellung der Vereinigung für kreative Malerei (創作美術画会, Sōsaku bijutsu gakai) angenommen. In den folgenden Jahren stellte er regelmäßig aus, wobei seine Werke vielfach mit Preisen ausgezeichnet wurden. 1978 schuf er für das Nationalmuseum für moderne Kunst das Wandgemälde „Schnee, Mond und Blumen“, ein Thema, das er 1967 als sechsteiligen Stellschirm ausgeführt hatte.
1966 wurde Kayama Professor an der Kunsthochschule Tama (多摩美術大学, Tama bijutsu daigaku), 1988 Professor an der Kunsthochschule Tokio. 1997 wurde er als „Person mit besonderen kulturellen Verdiensten“ ausgezeichnet, 2003 erhielt er den Japanischen Kulturorden.
Kayama fühlte sich einerseits der japanischen Maltradition verpflichtet, wie seine zahlreichen Werke in Anlehnung an dekorativen Stil der Rimpa-Schule zeigen. Zum anderen gibt es großformatige, oft düstere, winterliche Landschaftsdarstellungen, in denen er einen ganz eigenen Stil zeigt. Figuren sind in seinen Bildern selten, Menschen überhaupt nicht. Es finden sich Kamele und Vögel, gelegentlich Pferde, Giraffen. Eine eigene Werksgruppe bilden lebensgroße Akt-Darstellungen, auch als Stellschirme (zweiteilig, sechsteilig) ausgeführt. Kayama dekorierte einige Schalen in Rimpa-Manier und bemalte feststehende Fächer mit schwarz-goldenen Päonien und anderen Motiven.

## Bilder (Weblinks)
Im Nationalmuseum für moderne Kunst Tokio befinden sich u. a.:
- Zoologischer Garten (1950)
- Weiblicher Akt, Studie (1974)
- Mond (1978)